# Pătârlagele
Pătârlagele là một xã thuộc hạt Buzău, România. Dân số thời điểm năm 2002 là 8213 người.